# Frontier (Supercomputer)

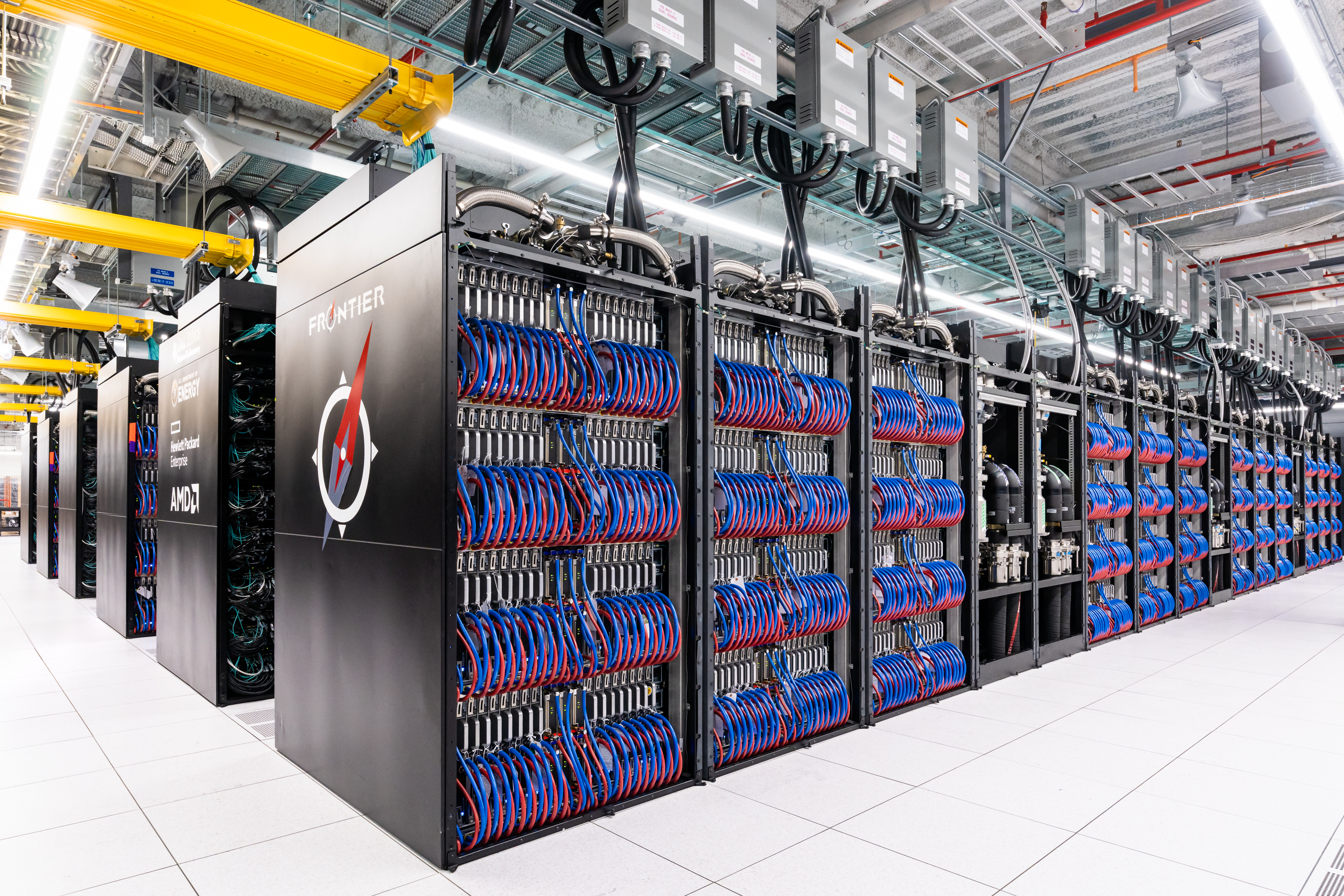
Frontier (2022)

Der Frontier (auch OLCF-5 genannt) ist ein Supercomputer des Unternehmens HPE/Cray, der im Oak Ridge National Laboratory in den USA im Juni 2022 in Betrieb genommen wurde. Zum Zeitpunkt der Inbetriebnahme war der Frontier der nach dem Linpack-Benchmark mit einer Spitzenleistung von rund 1,1 ExaFLOPS offiziell schnellster Supercomputer der Welt. Frontier löste damit den japanischen Fugaku als schnellstes TOP500-System ab.
Allerdings meldet China seit 2022 wegen der amerikanischen Technologiesanktionen keine Systeme mehr an die TOP500 und es gibt Hinweise darauf, dass China bereits vorher ExaFLOP-Systeme am Laufen hatte.
Der Frontier befand sich im Juni 2022 auch auf der Green500-Liste für Recheneffizienz auf dem 2. Platz. Den ersten Platz der Green500 belegte zeitgleich ein kleineres Testsystem, genannt Frontier TDS mit gleicher Architektur, welches somit auch neue Spitzenwerte in der Recheneffizienz von 62,7 bzw. 52,2 GigaFLOPS pro Watt lieferte.

## Spezifikation
Der Supercomputer besteht aus Nodes mit einer Hybrid-Architektur, d. h., der größte Teil seiner Rechenleistung wird nicht von den AMD-EPYC-7A53-Hauptprozessoren geliefert, sondern von 37.632 GPU-Rechenbeschleunigern vom Typ AMD Instinct MI250X. Auf jedem Node ist eine EPYC-CPU und 4 GPU-Rechenbeschleuniger installiert. Jede MI250X-GPU besteht wiederum aus 2 einzelnen GPU-Chips, die als ein Multi-Chip-Modul zusammen mit HBM-Arbeitsspeicher integriert sind.
- 9.472 Rechner vom Typ HPE Crusher füllen über 74 Racks / Cabinets, 64 Blades mit je zwei Nodes, entspricht 128 Nodes je Rack
- 9 PetaByte Arbeitsspeicher in Summe (512 GB DDR4-Arbeitsspeicher pro Node)
- eine AMD-EPYC-7xx3-CPU mit je 64 Kernen und 4 AMD-Instinct MI250X-GPUs pro Rechner
  - Jede Instinct MI250X-Packung besteht aus einem Multi-Chip-Modul mit zwei GPUs und je GPU 64 GByte HBM2-Arbeitsspeicher
  - 4 × 128 GB HBM2-Arbeitsspeicher bei den 4 AMD-Rechenbeschleunigern enthalten, zusammen 512 GByte HBM2-Arbeitsspeicher
  - Massenspeicher pro Rechner: 3,84 TB
- 4 × 200 Gb/s Slingshot-Vernetzung von HPE-Cray für jeden Node, jede GPU hat einen 200-Gb/s-Port direkt verbunden. Die Vernetzung hängt also an den GPUs, nicht an der CPU
- 250 Petabyte Festplattenspeicher auf GPFS-Dateisystemen mit einer summierten Schreib-/Lese-Bandbreite von 2,5 TB/s
- Elektrische Leistung ca. 21 MW[1]
- 60 km Slingshot-Vernetzungskabel

Der Rechner leistet damit ca. 6,8-mal so viel wie sein Vorgänger Summit mit einem Energieverbrauch von 13 MW und 149 PetaFLOPS Rechenleistung. Die Recheneffizienz ist damit gegenüber dem Vorgänger um den Faktor 4 gestiegen. Der Rechner wird mittels Warmwasserkühlung klimatisiert.